# قبلني مرة أخرى (فلم عام 1925)
قبلني مرة أخرى (بالإنجليزية: Kiss Me Again) هو فيلم أبيض وأسود كوميدي رومانسي أمريكي صامت إنتاج عام 1925 من إخراج إرنست لوبيتش. ومن النجوم ماري بريفوست ومونتي بلو وكلارا بو. استند الفيلم إلى المسرحية الفرنسية دعنا نطلق! (1880)، بقلم فيكتورين ساردو وإميل دي نجاك والنسخة المعدلة من مسرحية سيبريان.

## أحداث الفيلم
مفتونة بمدرس الموسيقى قررت لولو الانفصال عن زوجها، على الرغم من أن زوجها غاستون لا ينوي ترك زوجته في يد معلم الموسيقى موريس ، إلا أنه يتظاهر بالاستعداد لإعطاء لولو الطلاق، يأخذ غرفة في الملهى. عندما يحين موعد الطلاق ، يعود الزوج إلى المنزل لإحضار ملابسه وتقنعه زوجته بالبقاء. لقد اشتبهت في أن لديه امرأة أخرى وهي تشعر بالاشمئزاز من "الرجل الآخر" موريس .

## فريق التمثيل
- ماري بريفوست في دور لولو فلوري
- مونتي بلو في دور جاستون فلوري
- جون روش في دور موريس
- كلارا بو في دور غريزيت
- ويلارد لويس في دور دكتور دوبوا